# Chata Rybacka w Jastarni
Chata Rybacka w Jastarni – muzeum położone w Jastarni przy ulicy Rynkowej 10, prowadzone przez Zrzeszenie Kaszubsko-Pomorskie.
 Budynek wpisany jest do rejestru zabytków pod nr rej.: A-1023 z 30.03.1983
Budynek muzeum pochodzi z 1881 roku i został zbudowany z wyrzuconego przez morze drewna, pochodzącego z rozbitych statków. Znajdująca się w placówce ekspozycja ukazuje sprzęty i narzędzia rybackie z okresu począwszy od XV do XIX wieku. Zrekonstruowano również wnętrza dawnej rybackiej zagrody (część mieszkalna i gospodarcza).
Muzeum jest czynne w sezonie letnim, z wyjątkiem poniedziałków. Od 1991 roku po Chacie Rybackiej oprowadzał zmarły w 2016 roku kaszubski poeta i gawędziarz Marian Selin.

## Opis
Pochodząca z 1881 chata zlokalizowana jest w najstarszej części Jastarni. Według ustaleń Wojewódzkiego Konserwatora Zabytków w Gdańsku budynek postawiono na planie prostokąta o wymiarach 7,3 i 12,0 m4. W pierwszych latach dom składał się z kuchni połączonej z niewielką komorą, dużej izby i obórki. W późniejszym okresie dobudowano dużą komorę z przedłużeniem w postaci mniejszego pomieszczenia z podwyższoną podłogą, pod którą znajdowała się płytka piwnica. Na prawo od kuchni zostały wydzielone dwie izby, a na lewo pozostała wspomniana wyżej obórka.

## Ostatni właściciele
Ostatnimi właścicielami budynku było małżeństwo Marianna (1881-1972) i Józef (1871-1942) Kohnke z dziećmi: Bertą (1905-1982), Leonem (1907-1930) i Pawłem (1909-1944?). Józef nosił przydomek Tuba ze względu na zamiłowanie do gry na tym instrumencie. Pamięć o Tubie zachowała się w Jastarni do dziś. Chatę Rybacką potocznie określa się jako Tubówë chëczë.

## Muzeum
Powołany w 1983 roku oddział Zrzeszenia Kaszubsko-Pomorskiego w Jastarni jako jeden z celów swojej działalności postawił sobie odrestaurowanie starej chaty rybackiej, która została wpisana przez konserwatora zabytków. Prace konserwatorskie przy budynku trwały do 1991 roku, a następnie podjęto inicjatywę zbierania eksponatów muzealnych. Oficjalne otwarcie Chaty Rybackiej odbyło się 2 maja 1992 roku. Od tego czasu muzeum stanowi jedną z atrakcji turystycznych w sezonie letnim. Koszty renowacji XIX-wiecznego budynku pokrył Urząd Miasta w Jastarni.

## Eksponaty

### Część kuchenna
- piec kaflowy;
- zabytkowy kredens;
- naczynia ręcznie ozdabiane kaszubskimi wzorami.

### Sypialnia
- łóżka;
- obrazy przedstawiające świętych;
- kołowrotek.

### Pokój dziecięcy
- wózek dziecięcy;
- drewniane zabawki;
- porcelanowe i gliniane naczynia.

### Obórka
- narzędzia wykorzystywane do uprawy ziemi;
- narzędzia rybackie[10].